# کنلباخ
کنلباخ (به آلمانی: Kennelbach) یک منطقهٔ مسکونی در اتریش است که در ناحیه برگنتس واقع شده‌است. کنلباخ ۳٫۲۲ کیلومتر مربع مساحت دارد ۴۳۰ متر بالاتر از سطح دریا واقع شده‌است.

## خواهرخوانده
شهر سکورله خواهرخواندهٔ کنلباخ هست.